# Adil Laraki
Adil Laraki (* 4. April 1963 in Settat, Marokko) ist ein deutscher Arbeitnehmervertreter, Mitglied des WDR-Rundfunkrats und zahlreicher Gremien der Arbeitnehmervertretung für Bühnenangehörige sowie ehemaliger Balletttänzer.

## Leben und Wirken

### Ausbildung und Laufbahn als Balletttänzer
Geboren in Settat, Marokko, begann Laraki erste Schritte als Tänzer im Theater der marokkanischen Hauptstadt Rabat. Mit 16 Jahren setzte er seine Ausbildung als Balletttänzer in Lausanne fort und schloss sie später mit dem Diplom an der Hochschule für Musik und Theater Hannover ab. Dort wirkte er auch an Ballettaufführungen am Staatstheater Hannover mit. Nach dem Abschluss seiner Ausbildung wurde er 1983 von der damaligen Direktorin des Ballets Heidrun Schwarz nach Essen verpflichtet. Mit dem Essener Ballett trat er unter anderem in Choreografien von Georges Balanchine, Hans van Manen, Kurt Joos und John Cranko auf.

### Tätigkeiten als Arbeitnehmervertreter
Bereits während seiner tänzerischen Laufbahn begann Laraki, sich als Arbeitnehmervertreter für Tänzerinnen und Tänzer zu engagieren. In den Jahren 1985 bis 1993 wirkte er als Sprecher des 30-köpfigen Essener Balletts. 1988 übernahm er das Amt des Vorsitzenden des Lokalverbandes Essen in der Genossenschaft Deutscher Bühnenangehöriger (GDBA).
1990 wurde er Mitglied im Betriebsrat der Theater & Philharmonie (TuP) Essen GmbH, und ab 1994 wurde er freigestelltes Betriebsratsmitglied. Seit 2002 ist er dort Vorsitzender. Als Arbeitnehmervertreter ist er seit 1999 Mitglied im Aufsichtsrat der TuP Essen und seit 2001 Mitglied in deren Findungskommission. Die TuP Essen ist Betreiber der großen Spielstädten Aalto-Theater und Grillo-Theater mit den Sparten Musiktheater, Essener Philharmoniker, Ballett und Schauspiel sowie einem Conference Center in der Philharmonie Essen.
Von 1988 bis 1993 war Laraki Mitglied im Tanzgruppenrat sowie Mitglied der Tarifkommission. Hier trug er zu wichtigen Verbesserungen der Arbeitsbedingungen für die Beschäftigten im Bereich Tanz bei. Seit Oktober 2003 ist Laraki GDBA-Landesverbandsvorsitzender NRW und Mitglied in der Tarifkommission. Weiterhin gehört er dem Hauptvorstand der GDBA an. Seit 1995 fungiert er auch als Beisitzer am Bühnenschiedsgericht, und seit 2010 am Bühnenoberschiedsgericht. Seit der Gründung der „Stiftung Tanz – Transition Zentrum Deutschland“ 2010 ist Laraki im Vorstand der Stiftung tätig. Deren Ziel ist die Unterstützung von Tänzern nach Abschluss ihrer professionellen Laufbahn beim Übergang in einen neuen Beruf. Daneben engagierte er sich seit Jahrzehnten in zahlreichen Gremien und Aktivitäten zur Vertretung und Verbesserung der Arbeitsbedingungen von Tänzern und anderen Bühnenmitarbeitern. Dies betrifft rund 1300 fest an deutschen Bühnen angestellte Tänzer sowie eine große Zahl freier Tanzgruppen.
Vor dem Hintergrund seiner langjährigen Tätigkeiten führt Laraki seit 2009 Seminare für Betriebs- und Personalräte und andere Arbeitnehmervertreter zu Bühnen- und Mitbestimmungsrecht in verschiedenen Städten durch. Weiterhin berät er Betreiber von Theatern in ganz Deutschland bei der Erstellung von Betriebsvereinbarungen für Künstler und andere Angestellte. Ein Schwerpunkt ist dabei der Normalvertrag Bühne (NV Bühne), der für die meisten künstlerisch Beschäftigten als Grundlage gilt. Laraki forderte dabei immer wieder bessere Arbeitsbedingungen und eine mindestens ebenso hohe Bezahlung wie für Mitglieder des Opernchors. Diese aus seiner Sicht ungenügende Bezahlung steht im Kontrast zu Larakis Erfahrung, dass Tanzveranstaltungen für die Stadttheater bei weitem die wirtschaftlichste Sparte darstellen. – Nach einem Artikel im Fachmagazin Tanz ist Laraki „der meist gefragte Gewerkschafter und Betriebsrat in Sachen Bühnenrecht.“
Als Mitglied des Rundfunkrats und im Programmausschuss des WDR engagiert sich Laraki auch für Kultursendungen im öffentlich-rechtlichen Fernsehen. Dabei wurde er 2014 vom Rundfunkrat zum Aufsichtsrat der Film- und Medienstiftung NRW entsandt.

## Auszeichnung
Im Jahr 2021 wurde Laraki vom Dachverband Tanz im Aalto-Theater für seine langjährigen Verdienste um die Arbeitsbedingungen von Bühnenangehörigen mit dem Ehrenpreis des Deutschen Tanzpreises, der bedeutendsten Auszeichnung für künstlerischen Tanz in Deutschland geehrt.
Frühere und aktuelle Tätigkeit in Gremien
- 1985 bis 1993 Ensemblevertreter des Essener Balletts
- 1988 Vorsitzender des Lokalverbandes Essen der Genossenschaft Deutscher Bühnenangehöriger (GDBA)
- 1988 bis 1992 Beisitzer und Gruppenrat Tanz und von 1992 bis 2003 Beisitzer und Gruppenrat Ausstattung, Technik und Verwaltung im Vorstand des Landesverbands GDBA NRW
- 1995 Beisitzer am Bühnenschiedsgericht
- 2002 Betriebsratsvorsitzender der Theater & Philharmonie Essen GmbH
- 2003 GDBA-Landesverbandsvorsitzender NRW
- 2009 Mitglied des WDR-Rundfunkrats
- 2010 Mitbegründer der Stiftung Tanz
- 2014 Mitglied des Aufsichtsrats der Film- und Medienstiftung NRW[8]
- 2021 Mitbegründer der Initiative „Zukunft Theater“[9]
- 2022 Mitglied der Ethik-Kommission im Dachverband Tanz[10]